# エルドー・ペーテル
エルドー・ペーテル（Erdő Péter, 1952年6月25日 - ）は、ハンガリー出身のカトリック教会の枢機卿、司教である。 現在、ハンガリーの首都圏にあるエステルゴム・ブダペスト大司教の職にある。また、ヨーロッパ司教会議評議会 (en) 議長である。

## 人物
エルドーは1952年3月25日にブダペストでシャンドルとマーリア（旧姓キシュー）夫妻の6人の子どもの第1子として生まれた。彼はエステルゴムとブダペストの神学校とローマのラテラノ大学で神学と教会法の両方の博士号を取得した。
1975年6月18日にエルドーはレーカイ・ラスロー司教によって司祭に叙階され、エステルゴム大司教区に教区入籍された。エルドーはハンガリー司教会議で1986年には教会法委員会委員長を務め、1999年には同会議議長を務めた。1988年にパージュマニー・ペーテル・カトリック大学で神学の教鞭を執り、1998年から2003年にはrectorの職に就いた。2005年からは彼は同大学のGreat Chancellorである。.
1999年11月5日にセーケシュフェールヴァールの補佐司教に指名され、2000年1月6日に教皇ヨハネ・パウロ2世によって司教に叙階された。2002年12月7日にはエステルゴム・ブダペスト大司教に指名され、ハンガリーの首都大司教の称号を受けた。エルドーは2007年にはハンガリー科学アカデミーの会員となった。2011年にはスペインのナバラ大学から"doctor honoris causa"に指名された。

## 枢機卿
2003年10月3日、エルドーはヨハネパウロ2世によって枢機卿に任命された。2010年にラインハルト・マルクスが枢機卿に任命されるまで、彼は枢機卿団で最年少の枢機卿であった。彼はベネディクト16世を選出した2005年のコンクラーヴェでは有権枢機卿であり、2032年に彼が80歳の誕生日を迎えるまでコンクラーヴェに参加する権利を保持する。
彼は2005年に任期5年のハンガリー司教会議議長に選出された。また2006年10月にはヨーロッパ司教会議評議委員長（任期5年）に選ばれた。2009年1月17日には彼はベネディクト16世によって文化のための司教委員 のメンバーに任命され、
 
2011年に1月29日には 教皇庁の国務省第2事務局次官 (en) に任命された。
エルドーは2008年の8月3日から9日までエステルゴムで開催された、第13回中世教会法国際会議を後援した。
2012年にエルドーはベネディクト16世によって2012年10月のに開催される「『新しい福音宣教』の司教会議」の参加聖職者の一人に任命された。
彼は2013年のコンクラーヴェにも有権枢機卿として参加した。

## 見識

### ミンツェンティ・ヨージェフ枢機卿
エルドーはアメリカ合衆国のジョージ・W・ブッシュに、アメリカ人がミンツェンティ・ヨージェフ枢機卿に支援を与えたことに関して、ミンツェンティ枢機卿の強制逮捕からの釈放から50年を迎える2006年に書簡を送った。

### ロマ
エルドーはロマの特殊な社会的経済的環境について著述活動をしてきた。また彼らに福音を説くための正しい術について考えていることを公にしている。

## 参照
1. 1 2 3 4  “Bio”.   catholic-hierarchy.com. 2010年3月19日閲覧。
2. ↑  “Members” (Hungarian).   Hungarian Academy of Sciences. 2010年3月19日閲覧。
3. ↑  Pentin, Edward (2009年7月22日). “What happens to the Roman Catholic Church (and who comes next) if anything happens to Pope Benedict.”.   Newsweek. 2010年3月19日閲覧。
4. ↑  “NOMINA DI MEMBRI E DI CONSULTORI DEL PONTIFICIO CONSIGLIO DELLA CULTURA”. 2010年3月19日閲覧。
5. ↑  NOMINA DI MEMBRI DEL CONSIGLIO DI CARDINALI E VESCOVI DELLA SEZIONE PER I RAPPORTI CON GLI STATI DELLA SEGRETERIA DI STATO
6. ↑  http://www.microsofttranslator.com/BV.aspx?ref=IE8Activity&a=http%3A%2F%2Fpress.catholica.va%2Fnews_services%2Fbulletin%2Fnews%2F29673.php%3Findex%3D29673%26lang%3Den
7. ↑  Andrew Brown: How will the next pope be chosen? The Guardian, 5 March 2013
8. ↑  Letter of Cardinal Erdő to George W. Bush
9. ↑  Pastorale des tziganes : quelle attitude adopter ?